# Hypnerotomachia Poliphili
Hypnerotomachia Poliphili (hýpnos = сан, éros = љубав и máchē = борба; Полифилова љубавна борба у сну) је инкунабула монаха Колона (Francesco Colonna, 1433/1434-1527) штампана 1499. године. Колона је био италијански доминикански свештеник и монах који је део свог живота провео у манастиру светог Јована и Павла у Венецији, али је добио дозволу да живи ван његових зидина. Hypnerotomachia Poliphili представља мистериозну тајну алегорију у којој главни протагонист, Полифило своју љубав Полију проводи кроз пејзаж из снова и кружни врт на острву Китера.

## Илустрације врта из Колонове инкунабуле
- Основа врта обима 3 римске миље (tre milliarii), и пречника uno milliario (1481,76 m)[1].
- Једноставна топијарна форма.
- Воћка орезана у прстен.
- Сложена форма орезаног шимшира.
- Венерина фонтана-павиљон.
- Воћке.
- Перголе обрасле ружама.

1. ↑  Zupko, Ronald Edward (1982): Italian Weights and Measures from the Middle Ages to the Nineteenth Century, Philadelphia, American Philosophical Society, Memoirs of the American Philosophical Society, 145. DOI: 10.1163/221058782X00168 ISSN: 0391-3341 E-ISSN: 2210-5875

## Описи италијанског ренесансног врта
Дело пружа солидне описе и илустрације италијанског ренесансног врта који се вероватно базирају на реалним вртовима који су били већ изграђени. Колона описује речима и сликама округло острво у врту, окружено оградом од мирте и водом. Сам врт подељен је на сегменте круга, са стазама у сенци перголе обрасле ружама и виновом лозом. На пресеку стаза налазе се павиљони. Одвојени делови врта су ливаде са цветним лејама или воћњаци, вешто орезани у прстен. У централном делу је Венерина фонтана – павиљон, али њено место може да заузме и извештачени облик орезаног шимшира, за који Колона даје низ илустрација. Ма колико цео врт деловао екстравагантно, посебно у основи, чак и тада се на главним правцима јасно издвајају вртне стазе са перголама, и поједини делови између њих. У овом врту, вредном пажње, одсуство вајарских дела је очигледно, а на њиховом месту је изгледа одлучна тенденција коришћења орезаног дрвећа свих облика. Вила је у потпуности потиснута, а уместо тога постоји крути формални план који комбинује, у целини све посебне карактеристике италијанског ренесансног врта. 